# Mittagstein (Bayerischer Wald)
Der Mittagstein ist ein 1034 m ü. NHN hoher Berggipfel, der sich in der Mitte des Kaitersbergs im Bayerischen Wald erhebt.
Auf dem bewaldeten Gipfel befindet sich eine Kapelle zum Gedenken an Kriegsgefallene, außerdem gibt es einen Aussichtsfelsen mit Blick ins Zellertal und hinüber zum Großen Riedelstein. Etwas unterhalb des höchsten Punktes liegt die Kötztinger Hütte, die während der Sommermonate täglich bewirtschaftet wird, während der Wintermonate nur Mittwoch, Samstag und Sonntags.
Es führen verschiedene Wanderwege auf den Mittagstein, beispielsweise von Hohenwarth, Bad Kötzting, Bärndorf oder Steinbühl. Bei Wanderern beliebt ist die Überschreitung des gesamten Kaitersberges von Bad Kötzting entlang des Weitwanderwegs E6 über den Kreuzfelsen, den Mittagstein, die Rauchröhren und den Großen Riedelstein bis zum Ecker Sattel.